# El gran circ
El gran circ (títol original en anglès: The Big Circus) és una pel·lícula dels Estats Units de Joseph M. Newman estrenada el 1959. Ha estat doblada al català.

## Argument
Després del seu desacord amb els germans Borman, Hank Whirling crea el seu propi circ. Però, a causa de les pluges, la seva primera estació desastrosa l'obliga a subscriure grans préstecs. El seu banquer li imposa una agregada de premsa igualment dissenyadora publicitària per gestionar els negocis. En un desplaçament a les cascades del Niàgara, el tren del circ Whirling descarrila. Mama Colino, estrella equilibrista, mor en l'accident. Després els incidents se succeeixen. Massa nombrosos per ser fortuïts. Els germans Borman intentarien eliminar un competidor...

## Repartiment
- Victor Mature: Henry Whirling
- Red Buttons: Randy Sherman
- Rhonda Fleming: Helene Harrison
- Kathryn Grant: Jeannie Whirling
- Vincent Price: Hans Hagenfeld
- Peter Lorre: Skeeter
- David Nelson: Tommy Gordon
- Gilbert Roland: Zach Colino
- Adele Mara: Mama Colino
- Steve Allen: ell mateix
- Howard McNear: M. Lomax
- Charles Watts: el banquer
- Nesdon Booth: Jules Borman
- James Nolan: el tinent de policia

## Critica
| « | Circ amb números espectaculars, entre els quals la travessia de les cataractes del Niàgara sobre un filferro, peripècies dramàtiques com la fugida d'una fera, l'incendi de l'envelat; l'actuació dels artistes, l'ofici dels acròbates i l'excel·lent qualitat de les falsificacions fan un tot que dona una pel·lícula de bon gaudir. | » |